# Paul Torres
Paul Alberto Torres García (Caracas, 21 de noviembre de 1983) es un ciclista profesional venezolano.
Ha participado en la Vuelta al Táchira, Vuelta a Venezuela y otras competencias nacionales.

## Palmarés
2004
- 1 etapa del Tour de Guadalupe

2005
- 2 etapas de la Vuelta Internacional al Estado Trujillo

2006
- 2 etapas de la Vuelta Internacional al Estado Trujillo

2008
- 1 etapa de la Vuelta al Táchira

2009
- 1 etapa del Clásico Virgen de la Consolación de Táriba

## Equipos
- 2005  Lotería del Táchira
- 2007  Gobernación del Zulia - Alcaldía de Cabimas
- 2008  Gobernación del Zulia
- 2009  Lotería del Táchira